# Powers of Ten (album)
| Recensione | Giudizio |
| ---------- | -------- |
| Debaser    |          |

Powers of Ten è il primo album in studio del chitarrista statunitense Shawn Lane, pubblicato nel 1992.
Nel 2006 uscì una versione contenente tre tracce bonus.

## Il disco
Dopo la fine della sua esperienza con i Black Oak Arkansas e lo scioglimento del suo gruppo (Shawn Lane and the Willy's), il chitarrista di Memphis si ritirò dagli eventi dal vivo per un periodo di due anni (1990-1992) in cui perfezionò i suoi studi di composizione e teoria musicale. 
Contemporaneamente si dedicò alla realizzazione del suo primo lavoro solista, appunto Powers of Ten.
Durante gli anni 80 Lane realizzò molte bozze di alcuni pezzi che sarebbero poi entrati a far parte dell'album, ma non si sentì mai pienamente soddisfatto fino al completamento di quest'ultimo.
Powers of Ten presenta l'affinamento definitivo dello stile di Lane, che alterna sapientemente fraseggi melodici a shred.

## Accoglienza
Nonostante non sia molto conosciuto a differenza di altri album strumentali dello stesso filone, la nicchia più appassionata di chitarra virtuosa e alcuni eminenti guitar hero come Buckethead, Andy Timmons e Paul Gilbert ritengono che l'album sia stato di fondamentale importanza per lo sviluppo della chitarra rock/ fusion negli anni 90
Non mancano tuttavia critiche: una parte degli appassionati e della critica musicale penalizzò la decisione di Lane di registrare la quasi totalità dell'album con una drum machine (programmata da Lane stesso).

## Tracce
Tutte le musiche sono state composte da Shawn Lane, eccetto dove indicato.
1. "Not Again" (3:53)
2. "Illusions" (4:19)
3. "Get You Back" (4:57)
4. "West Side Boogie" (Ray Gomez). (5:31)
5. "Powers of Ten: Suite" (13:05)
6. "Piano Concertino: Transformation of Themes"(9:07)
7. "Paris" (5:47)
8. "Esperanto" (3:39)
9. "Rules of the Game" (3:59)
10. "Gray Pianos Flying" (3:10)
11. "Epilogue (For Lisa)" (2:49)
'"Tracce bonus presenti nella versione del 2006
12. "Tri-Heaven" (3:52)
13. "Get You Back" (alternate version) (4:42)
14.	"West Side Boogie" (alternate version (4:40)
Lunghezza complessiva:	73:30

## Crediti
- Shawn Lane – chitarra,tastiere, drum machine (tranne nelle tracce 13, 14), basso(tranne nelle tracce 13, 14), arrangiamenti, ingegneria del suono, mixaggio, produzione
- Sean Rickman – batteria (tracce 13, 14)
- Barry Bays – basso (tracce 13, 14)
- Bil VornDick – mixaggio (tracce 2, 4, 8, 11)
- Linel – assistente di mixaggio
- Andy Johns – ingegneria del suono (tracce 12–14), mixaggio (tracce 12–14), produzione (tracce 13, 14)
- Richard Landers – assistente ingegneria del suono (tracce 12–14), assistente al mixaggio (tracce 12–14)
- Rail Rogut – ingegneria del suono, mixaggio, editing digitale (tracce 12–14)
- Bruce Dees – editing digitale (tracce 1–11)
- Michael Patterson – editing digitale (tracce 1–11)
- Denny Purcell – mastering (tracce 1–11)
- Bernie Grundman – mastering (tracce 12–14)